# 瀧澤弘
瀧澤 弘（たきざわ ひろし、1935年2月24日 - ）は、日本の文学者・言語学者。専門はドイツ文学・ドイツ語学。元富山大学学長。

## 経歴
- 富山県出身。
- 1957年 富山大学文理学部文学科卒業。
- 1960年 九州大学大学院文学研究科修士課程修了。
- 1961年 鳥取大学学芸学部助手。
- 1967年 鳥取大学教養部助教授。
- 1974年 富山大学教養部助教授。
- 1978年 富山大学教養部教授（のちに教育学部教授）。
- 2001年11月1日 富山大学学長就任[1]。
- 2005年9月30日 富山大学学長退任[2]。